# Focije I.
Focije I. (grč. Φώτιος, Phōtios; Carigrad, oko 820. – Bordi u Armeniji, 6. veljače 893.) bio je od 858. do 867. i od 877. do 886. carigradski patrijarh. Općenito ga se drži najmoćnijim i najutjecajnijim carigradskim patrijarhom nakon Ivana Zlatoustog. U pravoslavnim crkvama štuje se kao svetac.

## Životopis
Malo je poznato o njegovu porijeklu ili obitelji, osim da je bio u rodu s patrijarsima Tarasijem i Ivanom VII. Gramatikom. Bizantski pisci izvješćuju kako mu je car Leon VI. jednom ljutito rekao da sliči Hazaru, no nije jasno je li to bila samo općenita uvreda ili ukazuje i na Focijevo etničko porijeklo.
Ubrzo nakon dovršetka obrazovanja, Focije je postao učitelj gramatike, retorike, teologije i filozofije, a uspon u karijeri vjerojatno mu je omogućilo vjenčanje njegova brata, Sergija, s Irenom, sestrom carice Teodore. Focije je postao zapovjednik straže, potom i glavni carski tajnik (grč. prōtasēkrētis). Jednom je sudjelovao i u posebnom izaslanstvu koje je pošlo među Arape.
Sukob između patrijarha Ignacija i bizantskog namjesnika Bardasa, koji je vladao umjesto svoga nećaka Mihajla III., oko Bardasova vjenčanja s vlastitom snahom, doveo je do uhićenja i svrgavanja patrijarha, te Focijeva uspona. U šest dana Focije je 858. zaređen za svećenika, a potom i episkopa kako bi preuzeo službu patrijarha.
Ignacije je odbio priznati svoje svrgavanje, a njegovi su se istomišljenici utekli rimskome papi, Nikoli I. Kad je 863. Nikola anatemizirao Focija, a ovaj odgovorio izopćenjem Nikole, došlo je do prvog raskola između istočne i zapadne Crkve. Stanje je dodatno bilo otežano pitanjem papinske vlasti nad čitavom Crkvom i sukobom oko jurisdikcije u novoobraćenoj Bugarskoj.
Ubojstvom Focijeva zaštitnika, Bardasa, 866., i cara Mihajla III., 867., došlo je do promjena. Na prijestolje stupa Bazilije I. Makedonac, te svrgava Focija, jer je novi car nastojao sklopiti savez s papom. 876. Focije je ponovno pozvan u Carigrad kako bi odgajao carevu djecu. Smrću Ignacija, u listopadu 877., Focije ponovno postaje patrijarh.
Na Četvrtom carigradskom saboru (879. – 880.), kojega ne priznaje zapadna Crkva, Focije je i službeno vraćen u službu patrijarha. U vrijem sukoba između cara Bazilija I. i njegovog nasljednika Leona VI. Mudrog, Focije je zastupao Bazilijevu stranu, pa je, po Bazilijevoj smrti, morao poći u izgnanstvo u manastir Bordi u Armeniji. Otada o njemu više nema povijesnih podataka, pa tako ni točnog datuma njegove smrti, premda se u tradiciji drži da je umro 6. veljače 893.

## Značenje
Za pravoslavlje Focije je uvijek bio simbol suprotstavljanja rimskim papama, dok je za katolike simbol raskolnika. Znanstvenici se danas slažu da je Focije bio osoba vrlo kreposnog života i velikih talenata, te pravi intelektualac. Sam papa Nikola I. spominje Focijeve »velike kreposti i opće znanje.«
Pravoslavna Crkva slavi Focija kao sveca, a blagdan mu je 6. veljače (19. veljače, prema gregorijanskom kalendaru ako dotična Crkva rabi julijanski kalendar).

## Djela
Među najznačajnija Focijeva djela pripada Myriobiblon, zbirka izvadaka i sažetaka iz 280 knjiga klasičnih autora. Djelo je danas velikim dijelom izgubljeno.
Leksikon, koji je nastao nakon Myriobiblona, vjerojatno je djelo njegovih učenika, a namjena mu je bila olakšati čitanje starih klasičnih i svetih pisaca, čiji je vokabular i jezik bio zastario. Jedini je rukopis ovog djela Codex Galeanus koji se nalazi u knjižnici »Trinity Collegea« u Cambridgeu.
Najznačajnije teološko djelo svakako je Amfilohija, zbirka 300 pitanja i odgovora o težim odlomcima Svetog pisma.